# لويس ليون جاكوب
لويس ليون جاكوب (بالفرنسية: Louis Jacob)‏ هو ضابط بحري وسياسي فرنسي، ولد في 11 نوفمبر 1768 في فرنسا، وتوفي في 14 مارس 1854 في فرنسا. انتخب colonial governor of Guadeloupe ‏ وانتخب member of the Chamber of Peers ‏.